# محقق الظل
محقق الظل (بالكورية: 형사록)؛ هو مسلسل ويب كوري جنوبي، من بطولة لي سونغ مين، جين جوو، كيونغ سو جين، لي هاك جو. عرض على ديزني+ في 26 أكتوبر الى 16 نوفمبر 2022 ، عرض الموسم الثاني في 5 يوليو الى 26 يوليو 2023.

## القصة
كيم تايك روك (لي سونغ مين) محقق مخضرم في مركز شرطة جايمو. إنه ينتظر تقاعده. في هذه الاثناء، تم نقل كوك جين هان (جين وو) إلى مركز شرطة جايمو كرئيس لفريق التحقيق حيث يعمل كيم تايك روك . ذات يوم ، يتلقى كيم تايك روك مكالمة هاتفية. المتصل يخبره أنه صديق قديم. هكذا يبدأ مكالماته الهاتفية الغامضة. في مكالمة ، يخبره ايضا أنه قتل زميلهم وو هيون-سيوك. سرعان ما أصبح كيم تايك روك مشتبه به في قتل وو هيون-سيوك. يقترح المتصل أنه يجب عليهم النظر في ماضي كيم تايك روك للعثور على الأشياء التي فعلها بشكل خاطئ. في البداية ، شك كوك جين هان في أن تايك روك هو القاتل في وفاة وو هيون-سيوك ، لكنه في نهاية بدأ يثق في تايك روك وبراءته. فيبدأوا في البحث عن صديق تايك روك القديم بمساعدة المحققين سونغ اه (كيونغ سوجين) و سون كيونغ تشان (لي هاك-جو).

## طاقم
- لي سونغ مين في دور كيم تايك روك[4]
- جين جوو في دور كوك جين هان[4]
- كيونغ سو جين في دور سونغ اه [4]
- لي هاك جو في دور سون كيونغ تشان[5]
- كيم شين-روك في دور يون جو هيون (الموسم 2)[6]

## الإصدار
يتكون المسلسل من 16 حلقة مقسمة على موسمين 8 حلقات لكل موسم تم اصدار الموسم الاول في 26 اكتوبر الى 16 نوفمبر 2022. وسيتم عرض الموسم الثاني في 5 يوليو 2023.

## روابط خارجية
- الموقع الرسمي
 (بالكورية)
- محقق الظل على موقع IMDb (الإنجليزية)
- محقق الظل على موقع ليتربوكسد (الإنجليزية)
- محقق الظل على موقع قاعدة بيانات الفيلم (الإنجليزية)
- محقق الظل على هانسينما